# 準占有
準占有（じゅんせんゆう）とは、権利等の物以外の財産権を自己のためにする意思をもって権利を行使すること（現実に支配すること）をいう民法での用語。
自己のためにする意思をもって物を所持することを占有といい、これにより占有権が発生する（180条）。しかし、物の所持以外の場合、占有とは言い難いため、占有に準じる概念として準占有と呼ばれる。民法205条が準占有について規定しており、準占有の場合に占有権についての民法（180条 - 205条）が準用される。
なお、2017年の改正前の民法478条は「債権の準占有者に対してした弁済は、その弁済をした者が善意であり、かつ、過失がなかったときに限り、その効力を有する。」としていた。しかし、「債権の準占有者」は用語自体わかりにくいことから、2017年改正の民法（2020年4月1日法律施行）で「受領権者以外の者であって取引上の社会通念に照らして受領権者としての外観を有するもの」に変更された。